# Félix Bouvier
Pour les articles homonymes, voir Bouvier.
Félix Bouvier, né le 9 octobre 1853 à Bruyères (Vosges) et mort le 13 mars 1910 à Paris, est un historien français.

## Biographie
Félix Bouvier entre le 1er novembre 1872 dans l'administration des finances. Il gravit les échelons successifs jusqu'à chef de bureau (1887). De 1883 à 1885 il est détaché de l'administration pour être chef-adjoint du cabinet de Jules Méline, ministre de l'agriculture.
Parallèlement à son activité administrative Félix bouvier s'est consacré à l'histoire et tout particulièrement à la période de la Révolution française et du Premier empire. Il collabore à diverses revues : La Nouvelle Revue, la Revue générale, la Revue alsacienne, La Révolution française, revue historique, Le Drapeau ; il est aussi le collaborateur de l'Annuaire des Vosges et de plusieurs journaux vosgiens. Il est membre de la Société d'histoire et d'archéologie des IXe et XVIIIe arrondissements, Le Vieux Montmartre.
Félix Bouvier est chevalier de la Légion d'honneur (12 juillet 1890), officier de l'instruction publique, officier de l'Ordre royal du Cambodge, chevalier du mérite agricole.
Il reçoit le prix Thérouanne de l'Académie française pour son livre sur Bonaparte en Italie.

## Publications
- Les Vosges pendant la révolution, 1789-1795-1800, Paris, 1885, Berger-Levrault et cie, 520 p.
- Bonaparte en Italie, 1796, Paris, 1899, éd. L. Cerf, 745 p. lire en ligne sur Gallica
- Les Premiers Combats de 1814 : prologue de la Campagne de France dans les Vosges, 1895, Paris, éd. L. Cerf, 161 p. lire en ligne sur Gallica
- La Révolte de Casalmaggiore, août 1796, Mâcon, 1906, impr. de Protat frères 27 p. lire en ligne sur Gallica
- Une danseuse de l'Opéra. La Bigottini, Paris, 1909, éd. N. Charavay, 32 p. lire en ligne sur Gallica